# Oreorchis sanguinea
Oreorchis sanguinea là một loài thực vật có hoa trong họ Lan. Loài này được (N.Pearce & P.J.Cribb) N.Pearce & P.J.Cribb mô tả khoa học đầu tiên năm 2002.